# 올드필드쥐족
올드필드쥐족(Thomasomyini)은 비단털쥐과 목화쥐아과에 속하는 설치류 족의 하나이다. 브라질 대서양림에 주로 분포한다.

## 하위 속
- 산지생쥐속 (Aepeomys)
- 콜롬비아숲쥐속 (Chilomys)
- 리우데자네이루나무쥐속 (Phaenomys)
- 브라질나무쥐속 (Rhagomys)
- 남아메리카나무타기쥐속 또는 리피도미스속 (Rhipidomys)
- 올드필드쥐속 (Thomasomys)
- 큰윌프레드쥐속 (Wilfredomys)